# Meistera cristatissima
Meistera cristatissima là một loài thực vật có hoa trong họ Gừng. Loài này được Lý Ngọc Sâm và Jana Leong-Škorničková mô tả khoa học đầu tiên năm 2018 dưới danh pháp Amomum cristatissimum. Năm 2019, Jana Leong-Škorničková chuyển nó sang chi Meistera.

## Phân bố
Loài này có tại Quảng Ngãi, Việt Nam. Mẫu vật định danh thu thập ven thác Nước Dê, suối Chí, núi Dầu trong địa phận thôn Khánh Giang, xã Hành Tín Đông, huyện Nghĩa Hành, tỉnh Quảng Ngãi; ở cao độ 190 m.